# Douglas Haig

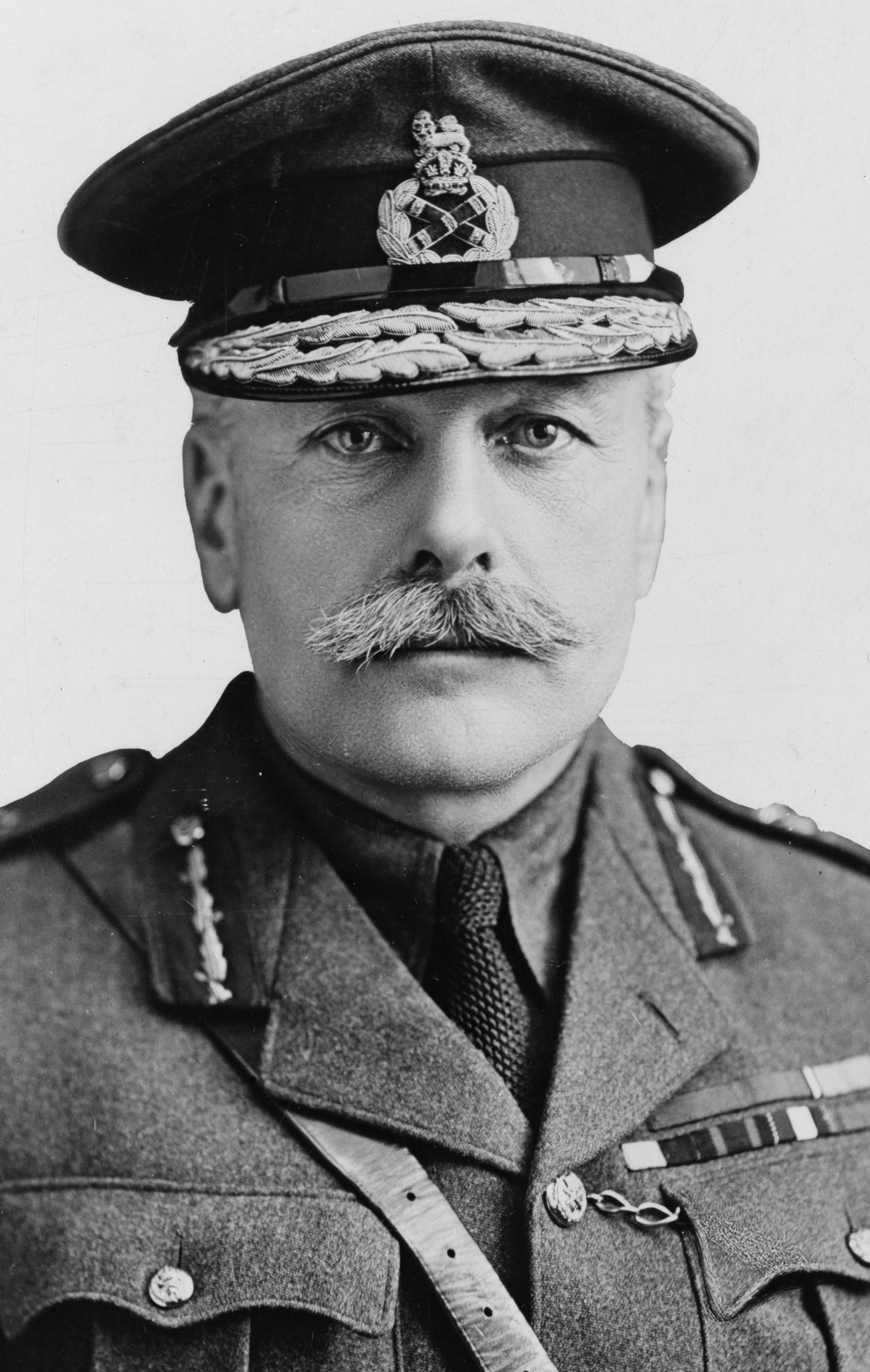
El Mariscal de Campo Lord Haig.

Douglas Haig (Edimburgo, 19 de junio de 1861-Londres, 29 de enero de 1928), mariscal de Campo y primer conde Haig, fue un destacado militar del Imperio británico durante la Primera Guerra Mundial. En este conflicto dirigió (no sin cierta controversia) la Fuerza Expedicionaria Británica que combatió en la batalla del Somme (1916) y la toma de Passchendaele (1917).

## Primeros años
Douglas Haig nació en 1861 en Edimburgo, hijo de John Haig, el acaudalado dueño de la destilería de whisky Haig & Haig. En 1884 ingresó en la Real Academia de Sandhurst; al año siguiente se enroló en el 7.º Regimiento de Húsares, y fue ascendido a teniente poco después. En 1887 fue destinado a la India y en 1891 consiguió el grado de capitán. En 1898 viajó a África, donde participó en la Batalla de Omdurmán contra los rebeldes sudaneses y más adelante en la Guerra de los Bóeres. En Sudáfrica consiguió cierta notoriedad y se ganó el favor de militares de alto rango como John French y Horatio Kitchener.
Entre 1901 y 1903, fue comandante del 7.º de Lanceros, hasta que ese año fue nombrado ayudante de campo del rey Eduardo VII. Dejó este puesto en 1904 y regresó a la India con Kitchener, donde se le nombraría inspector general de Caballería y jefe del Estado Mayor para la India, siendo el militar más joven en conseguir este puesto. En 1905 se casó con Dorothy Maud Vivian, con quien tendría cuatro hijos: Alexandra (1907), Victoria (1908), George (1918) e Irene (1919).
En 1906, regresó a Inglaterra, donde auxilió al Secretario de Estado para la Guerra, Richard Haldane, en una serie de reformas del Ejército Británico y su sistema de entrenamiento. En los años siguientes, desempeñó nuevos cargos en la India y Gran Bretaña (entre ellos, el de Ayuda de Campo del nuevo rey, Jorge V) y fue ascendido a teniente-coronel en 1910.

## La guerra
Tras el estallido de la Primera Guerra Mundial en 1914, Haig ayudó crear la Fuerza Expedicionaria Británica comandada por el mariscal de campo John French, con quien aparecieron pronto diversos roces y disputas. French abogaba por un despliegue de las tropas británicas en Bélgica con el fin de bloquear el paso de los alemanes hacia Francia, mientras que Haig y el nuevo Secretario de Estado para la Guerra, Kitchener, daban ya a Bélgica por perdida y defendían la idea de establecer el cuartel de la Fuerza Expedicionaria Británica (FEB o BEF por sus siglas en inglés) en Amiens, desde donde se lanzaría un contraataque. Durante una revista real a las tropas, Haig llegó a comentarle al rey Jorge V sus «serias dudas» sobre la capacidad de French para decidir la estrategia a seguir.

El Frente Occidental en 1914.

La FEB desembarcó finalmente en Francia el 14 de agosto y se dirigió hacia Bélgica, donde French esperaba reunirse con el V Ejército Francés del General Charles Lanrezac. Sin embargo, lo que encontró a su paso por Mons fue al ejército alemán, al que presentó batalla el 23 de agosto. Los alemanes sufrieron una severa derrota, pero la FEB se vio obligada a retirarse cuando Lanrezac dio la orden de retroceder a sus tropas, dejando uno de los flancos británicos al descubierto.
Las retiradas del I y II Cuerpo tuvieron que hacerse de forma separada debido a que se encontraban aislados el uno del otro por el bosque de Mormal. Se suponía que ambos cuerpos se encontrarían en Le Cateau, pero el primero, que dirigía Haig, no llegó a pasar de Landrecies, dejando un amplio espacio entre ambos contingentes. Allí, las fuerzas de Haig sufrieron alguna que otra escaramuza a manos de los alemanes que el mariscal británico relató de forma totalmente exagerada en sus informes a John French, quién quedó aterrado. El 26 de agosto, el II Cuerpo dirigido por Horace Smith-Dorrien tuvo que enfrentarse a los alemanes en Le Cateau sin la ayuda de Haig, a pesar de lo cual logró  frenar su avance. El comandante en jefe francés, Joseph Joffre, había ordenado a sus fuerzas que se retiraran hacia el río Marne el 25 de agosto, obligando a su vez a la FEB a realizar una larga y difícil retirada con el fin de adecuarse a los movimientos franceses. John French puso entonces en duda la competencia de sus aliados y decidió retirar la FEB del frente de guerra, ordenándole que se desplazara al sur del Sena. La crisis no se resolvió hasta que el 1 de septiembre, Kitchener se presentó con su uniforme de mariscal de campo ante French y le ordenó reanudar la cooperación con las fuerzas de Joffre, justo a tiempo para defender París en la batalla del Marne, a la que la FEB no se sumaría hasta el 9 de septiembre. La batalla finalizó al día siguiente con la derrota alemana y la retirada de su ejército hacia el Aisne, abandonando así el Plan Schlieffen.

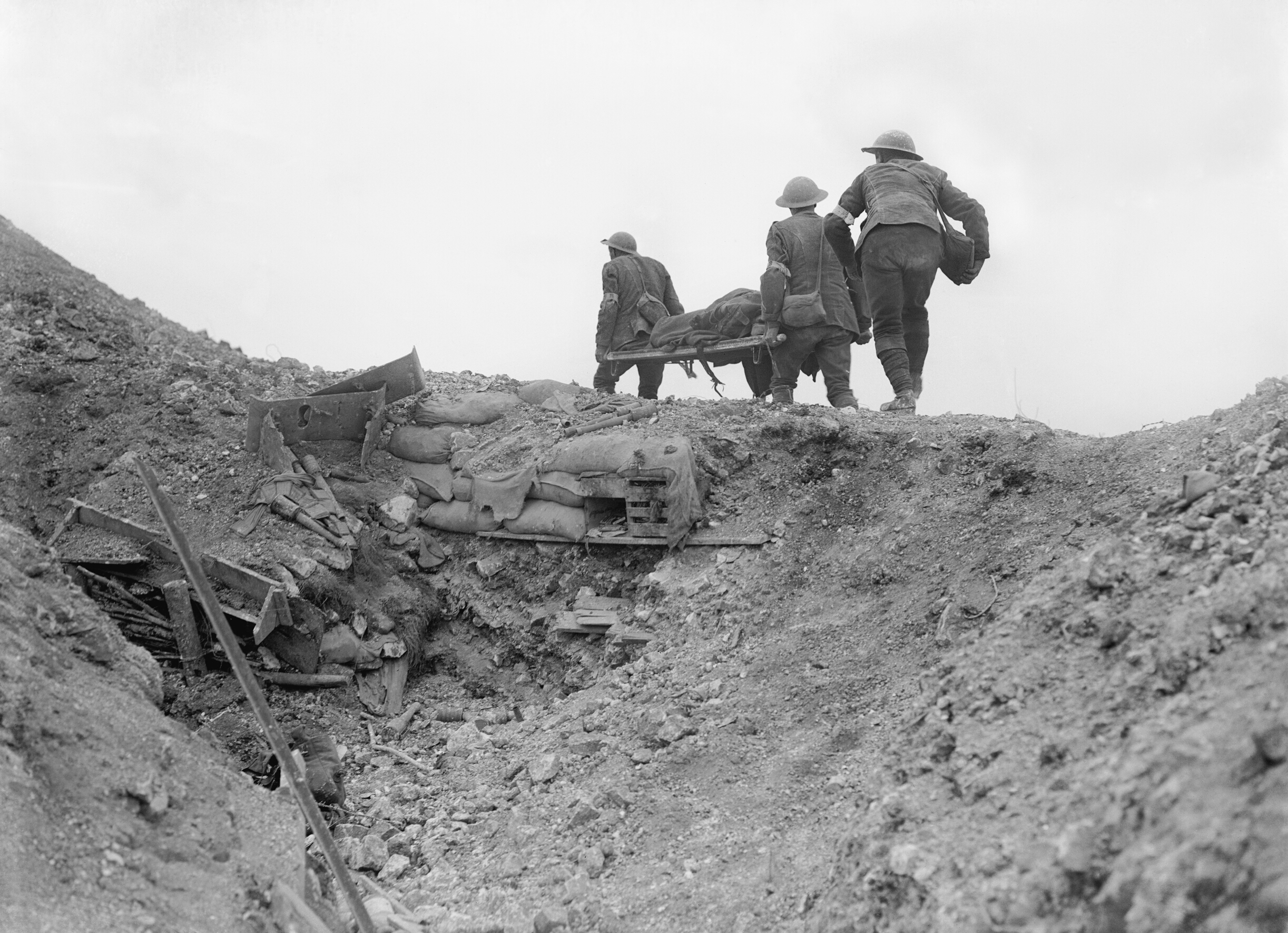
Soldados británicos recuperando heridos durante la Batalla de Thiepval, septiembre de 1916.

Tras las victorias de Mons e Ypres, Haig fue ascendido a general y se convirtió en el segundo al mando de las fuerzas británicas en Francia bajo la dirección de John French. Éste regresó a Gran Bretaña para dirigir las fuerzas de la isla en diciembre de 1915, dejando a Haig al mando de la FEB. Esta labor no fue del todo voluntaria para French, cansado de la campaña en su contra del propio Haig; su, hasta entonces, segundo al mando llegó a comentarle al rey Jorge V que French era «una fuente de gran debilidad para el ejército» y que «nadie tenía confianza en él». Desde su nuevo puesto, Haig dirigió las tropas británicas en múltiples campañas como la ofensiva del Somme (donde se cosecharon más de 300 000 bajas a cambio de un avance mínimo) y la batalla de Passchendaele. Las tácticas empleadas en estas campañas siguen siendo objeto de controversia y no son pocos los que le acusan de haber realizado acciones innecesarias a un coste terriblemente elevado. A pesar de la labor de los críticos (entre los que se encontraba el propio primer ministro Lloyd George), Haig siguió en el cargo y obtuvo el grado de mariscal de campo en 1917.
Los éxitos fueron mucho mayores en 1918, a medida que se debilitaba el asalto final de los alemanes y su país se colapsaba con la Revolución de Noviembre. En este periodo, las fuerzas británicas capturaron 188 700 prisioneros y 2 840 piezas de artillería, casi las mismas que las capturadas por los ejércitos estadounidense, francés y belga juntos. El historiador Gary Sheffield llegó a definir esto como «con mucho, la mayor victoria militar en la historia británica».
Haig tuvo y mantuvo también profundos desacuerdos y pésimas relaciones con sus colegas franceses, en especial con Robert Nivelle y Ferdinand Foch.

## Vida posterior
Tras la guerra, Haig obtuvo los títulos de conde, vizconde y barón, además de un sueldo de 100 000 libras esterlinas. También fue nombrado comandante en jefe de las tropas desplegadas en Gran Bretaña hasta su retiro en el año 1920.
Pasó el resto de su vida intentando mejorar las condiciones en que vivían los excombatientes, viajando con frecuencia. A él se debe la creación de la Fundación Haig, destinada a asistir económicamente a los veteranos, y los Hogares Haig, que durante años se encargaron de que ningún exsoldado durmiese sin un techo bajo el que cobijarse. En 1921 fundó la Real Legión Británica, que presidiría hasta su muerte. También se le concedieron diversos cargos honoríficos en el ejército y en la Universidad de Saint Andrews.
Murió a la edad de 66 años, en 1928, y fue enterrado en la abadía de Dryburgh, no lejos de la frontera entre Escocia e Inglaterra. Tuvo un funeral de estado al que asistieron unas 100 000 personas.
Lleva su nombre el Club Atlético Douglas Haig en la ciudad de Pergamino, en la República Argentina, un país al que no lo unía ningún vínculo; su nombre le fue impuesto por el gerente ferroviario de origen británico, profundo admirador del general.

## Controversia
Tras la guerra, Haig fue criticado con frecuencia por las decisiones que tomó en el campo de batalla. Se le acusó de ordenar acciones prácticamente suicidas que se cobraron miles de bajas innecesarias, lo que le valió el poco honorable apodo de «Carnicero del Somme». 
Las críticas sobre Haig también recaen de forma repetida en sus ideas obsoletas acerca de cómo hacer la guerra, más propias de las campañas de mediados del siglo XIX que de la mecanizada guerra moderna en la que tuvo que combatir. Años después de la Primera Guerra Mundial, el anciano Mariscal todavía aseguraba que «La ametralladora nunca sustituirá al caballo como un instrumento de guerra». A diferencia de otros militares de su época, Haig nunca llegó a comprender que la caballería era un arma en extinción, y que las guerras futuras serían caracterizadas por los nuevos ingenios mecánicos que hicieron su debut en la Gran Guerra, como el carro de combate y el avión. Esta mentalidad obsoleta es la única que puede explicar, por ejemplo, su obcecación en el uso de inútiles cargas de caballería e infantería durante la Batalla del Somme, a pesar de que él mismo había sido informado de su ineficacia frente a las ametralladoras y trincheras en la guerra ruso-japonesa de 1905 o el propio Frente Oriental de la Primera Guerra Mundial. 
Para otros, no obstante, Haig actuó bien en la medida en que se lo permitieron las difíciles circunstancias y fue una pieza clave para la victoria aliada en la I Guerra Mundial. Dentro de este grupo, se encontraba el general estadounidense John J. Pershing, quien definió en una ocasión a Haig como «el hombre que ganó la guerra». El historiador militar británico John Terraine llegó un poco más lejos, considerando a Haig como uno de los «grandes capitanes» de la Historia militar de su país, al mismo nivel que el duque de Marlborough o el de Wellington.
Los defensores de Haig contraatacan en este punto afirmando que el papel que pudieran hacer los primitivos tanques y ametralladoras de la I Guerra Mundial está en realidad muy exagerado. En su opinión, estas máquinas no tuvieron ni podían tener un papel decisivo que, en su lugar, le correspondería a los grandes movimientos de infantería y la artillería tradicional que se emplearon durante la guerra y, en cuya aplicación (de nuevo, según los partidarios del buen hacer de Haig), el mariscal demostró un nivel de innovación estratégica que tiende a olvidarse. Los historiadores partidarios de Haig (como el propio Terraine, Richard Holmes, Gordon Corrigan y Gary Sheffield) señalan, asimismo, que muchos de los críticos tradicionales del general habían sido soldados en el frente occidental, lo cual podría explicar una falta de neutralidad en sus juicios contra el hombre que, desde su punto de vista, les había metido y mantenido durante cuatro años en aquel infierno de trincheras.
Los mismos historiadores favorables a la figura de Haig resaltan que debió hacer frente a múltiples dificultades, entre ellas la ausencia de una tropa con suficiente experiencia (Gran Bretaña no participaba en una guerra desde la segunda campaña contra los boéres de Sudáfrica, en 1902), comunicaciones inadecuadas en el campo de batalla (que podrían estar detrás de la «falta de visión de la realidad en el frente» que se le imputa y que padecieron en mayor o menor medida todos los comandantes de la Gran Guerra), falta de armas decisivas, nuevas tecnologías por aplicar y para las que el ejército no estaba debidamente entrenado, diversas presiones políticas y sobre todo, la presencia de un enemigo mucho más numeroso y mejor equipado y entrenado, especialmente en los primeros días de la guerra. Es obvio que Haig cometió errores, pero también que estos son perfectamente entendibles de acuerdo con la situación en que se dieron. El gran número de bajas no sería por tanto achacable al mal hacer de los mandos, sino resultado directo de las mortíferas invenciones que entonces se pusieron por primera vez en práctica y que han ocasionado iguales o mayores matanzas en todas las guerras libradas durante el siglo siguiente. Corrigan señala en especial el hecho de que Haig pudiese ser el comandante indiscutible del Imperio británico desde la toma del cargo en 1915 hasta la victoria tres años después, algo imposible de ocurrir si se hubiese tratado realmente del incompetente que dibuja la leyenda popular.